# Augusto Carvacho
César Augusto Carvacho Solar (Recoleta, 18 marzo 1914 – Talca, 21 dicembre 2006) è stato un cestista cileno.

## Carriera
Giocatore del Club Esparta di San Antonio e soprannominato "El Olímpico", ha disputato con il Cile 3 partite alle Olimpiadi del 1936, classificandosi al 9º posto.